# Deborah Snyder
Deborah Snyder (New York, 13 maart 1963 is een Amerikaanse filmproducent.
Snyder werd geboren als Deborah Johnson en is sinds 2004 getrouwd met filmmaker Zack Snyder. In 2004 was ze mede-oprichter van het productiebedrijf The Stone Quarry (voorheen Cruel and Unusual Films). Ze is voornamelijk bekend met films die haar man heeft geregisseerd. Voor haar carrière als filmproducent was ze in de jaren negentig werkzaam bij een reclamebureau in New York waar ze verantwoordelijk was voor een aantal televisiecommercials. In 2006 maakte ze haar filmdebuut als uitvoerend producent met de film 300.

## Filmografie
- 2006: 300 (als uitvoerend producent)
- 2009: Watchmen
- 2010: Legend of the Guardians: The Owls of Ga'Hoole (als uitvoerend producent)
- 2011: Sucker Punch
- 2013: Man of Steel
- 2014: 300: Rise of an Empire
- 2016: Batman v Superman: Dawn of Justice
- 2016: Suicide Squad (als uitvoerend producent)
- 2017: Wonder Woman
- 2017: Justice League
- 2018: Aquaman (als uitvoerend producent)
- 2020: Wonder Woman 1984
- 2021: Zack Snyder's Justice League
- 2021: Army of the Dead
- 2021: The Suicide Squad (als uitvoerend producent)
- 2021: Army of Thieves
- 2023: Rebel Moon – Part One: A Child of Fire
- 2024: Rebel Moon – Part Two: The Scargiver